# Terence Tchiknavorian
Terence Tchiknavorian (ur. 22 kwietnia 1992 w Awinionie) – francuski narciarz dowolny specjalizujący się w skicrossie.

## Kariera
Pierwszy sukces w karierze osiągnął w 2012 roku, kiedy zdobył srebrny medal podczas mistrzostw świata juniorów w Valmalenco. Wynik ten powtórzył na rozgrywanych rok później mistrzostwach świata juniorów w tej samej miejscowości.
W zawodach Pucharu Świata zadebiutował 11 stycznia 2012 roku w L’Alpe d’Huez, zajmując 38. miejsce. Pierwsze pucharowe punkty wywalczył 15 grudnia 2013 roku w Val Thorens, gdzie zajął 26. miejsce. Na podium zawodów tego cyklu po raz pierwszy stanął blisko cztery lata później, 7 grudnia 2017 roku w Val Thorens, kończąc rywalizację na trzeciej pozycji. Wyprzedzili go tam tylko Kanadyjczyk Christopher Del Bosco i jego rodak, Arnaud Bovolenta. W sezonie 2021/2022 zajął drugie miejsce w klasyfikacji generalnej skicrossu.
W 2018 roku wystartował na igrzyskach olimpijskich w Pjongczangu, zajmując 28. miejsce. Na rozgrywanych cztery lata później igrzyskach w Pekinie był osiemnasty.

## Osiągnięcia

### Igrzyska olimpijskie
| Miejsce | Dzień     | Rok  | Miejscowość | Konkurencja | Zwycięzca   |
| ------- | --------- | ---- | ----------- | ----------- | ----------- |
| 28.     | 21 lutego | 2018 | Pjongczang  | Skicross    | Brady Leman |
| 18.     | 18 lutego | 2022 | Pekin       | Skicross    | Ryan Regez  |

### Mistrzostwa świata
| Miejsce | Dzień    | Rok  | Miejscowość | Konkurencja | Zwyciężca  |
| ------- | -------- | ---- | ----------- | ----------- | ---------- |
| 19.     | 21 marca | 2025 | Engadyna    | Skicross    | Ryan Regez |

### Puchar Świata

#### Miejsca w klasyfikacji generalnej
- sezon 2013/2014: 183.
- sezon 2014/2015: 66.
- sezon 2015/2016: 90.
- sezon 2016/2017: 81.
- sezon 2017/2018: 45.
- sezon 2018/2019: –
- sezon 2019/2020: 117.

Od sezonu 2020/2021 klasyfikacja skicrossu zastąpiła klasyfikację generalną.
- sezon 2020/2021: 33.
- sezon 2021/2022: 2.
- sezon 2022/2023: 10.
- sezon 2023/2024: 9.
- sezon 2024/2025: 21.

#### Miejsca na podium w zawodach
1. Val Thorens – 7 grudnia 2017 (skicross) – 3. miejsce
2. Montafon – 15 grudnia 2017 (skicross) – 2. miejsce
3. Val Thorens – 11 grudnia 2021 (skicross) – 1. miejsce
4. Val Thorens – 12 grudnia 2021 (skicross) – 2. miejsce
5. Arosa – 14 grudnia 2021 (skicross) – 2. miejsce
6. Idre Fjäll – 22 stycznia 2022 (skicross) – 2. miejsce
7. Arosa – 12 grudnia 2022 (skicross) – 1. miejsce
8. Innichen – 22 grudnia 2023 (skicross) – 1. miejsce
9. Nakiska – 20 stycznia 2024 (skicross) – 2. miejsce
10. Reiteralm – 25 lutego 2024 (skicross) – 3. miejsce